# Isabella de Luna
Isabella de Luna (Granada, ... – 1564) è stata una cortigiana italiana del Rinascimento.
Era conosciuta a Roma come compagna divertente, con un cuore gentile, ma anche una lingua volgare. Era una musicista di talento e tra i suoi mecenati c'erano membri della nobiltà e cardinali.

## Biografia
Isabella era originaria di Granada in Spagna. Seguì un soldato dell'esercito imperiale di Carlo V, imperatore del Sacro Romano Impero, dove si prostituì seguendo l'accampamento ed era presente alla conquista di Tunisi nel 1535. Intorno al 1536 si stabilì a Roma, dove acquistò una casa nel 1544 e divenne nota come la più famosa cortigiana di alta classe della sua generazione.
Come per tutte le cortigiane della sua classe, aveva un cliente principale, nel suo caso Roberto (Uberto) Strozzi, gentiluomo mantovano e nipote di Baldassarre Castiglione. Altri clienti includevano il cardinale Carafa, il marchese di Montebello, il cardinale Farnese e il poeta Matteo Bandello. Secondo Pierre Brantome, era lei stessa una cliente di una delle sue colleghe, Pandora, nota per essere una delle più belle di Roma, che pagava per servizi sessuali. Un famoso incidente si verificò durante una festa, quando Rocco Biancalana perse una scommessa con lei, dopo che le aveva promesso di farla arrossire, ma invece vinse la scommessa.
Isabella de Luna è stata interpretata in due Novelle contemporanee di Matteo Bandello. Una delle quali era Lives of Gallant Ladies (Le dame galanti, di Pierre de Bourdeille).

### Trasgressioni
Nel 1555 de Luna fu accusata di aver tenuto un bambino prigioniero nella sua casa. Prima di essere arrestata, riuscì a fuggire. Fu catturata a Rimini mentre si recava a Venezia e tornò a Castel Sant'Angelo per attendere il processo. Due anni dopo, nel 1557, fu testimone del processo al nobile romano Pompeo Giustini.
Durante una repressione ufficiale della moralità, de Luna e Pandora furono arrestate e il papa minacciò di bruciarle sul rogo. In un'altra occasione, de Luna si trovò in carcere per debito, ma riuscì a pagare il commerciante a cui doveva il denaro prima di essere incarcerata; tuttavia, poiché finse di usare la convocazione come carta igienica e dato che apparve davanti al giudice ubriaca, fu condannata a essere frustata pubblicamente con 50 colpi sulle natiche nude.